# Родниковый (Кемеровская область)
Роднико́вый — посёлок в Ленинск-Кузнецком районе Кемеровской области. Входит в состав Подгорновского сельского поселения.

## Географическое положение
Центральная часть населённого пункта расположена на высоте 294 м над уровнем моря.

## История
Указом Президиума Верховного Совета РСФСР от 15 августа 1963 года посёлок фермы № 3 Ленинск-Кузнецкого племзавода Ленинск-Кузнецкого сельского района переименован в посёлок Родниковый.

## Население
| 2010 |
| ---- |
| 215  |

### Половой состав
По данным Всероссийской переписи населения 2010 года, в посёлке Родниковый проживало 215 человек (94 мужчины, 121 женщина).